# Thomas Moore
Thomas Moore (Dublin, 28 de maio de 1779 – Bromham, 25 de fevereiro de 1852) foi um escritor, poeta e letrista irlandês famoso por suas melodias irlandesas. 

## Carreira
Sua configuração de versos em inglês para velhas melodias irlandesas marcou a transição na cultura popular irlandesa do irlandês para o inglês. Politicamente, Moore foi reconhecido na Inglaterra como escritor dos aristocráticos Whigs; na Irlanda, ele foi considerado um patriota católico. Casado com uma atriz protestante e aclamado como "Anacreon Moore" em homenagem ao clássico compositor grego de canções para beber e versos eróticos, Moore não professava piedade religiosa. Ainda assim, nas controvérsias que cercaram a Emancipação Católica Moore foi visto defendendo a tradição da Igreja na Irlanda contra protestantes evangelizadores e católicos leigos intransigentes. Trabalhos em prosa mais longos revelam simpatias mais radicais. A Vida e Morte de Lord Edward Fitzgerald descreve o líder da Irlanda Unida como um mártir pela causa da reforma democrática. Complementando Maria Edgeworth do Castelo Rackrent, Memoirs of Captain Rock  é uma saga, não da Anglo-Irlandesa proprietária de terras, mas de seus inquilinos exaustos conduzido para o semi-insurreição do " Whiteboyism". Hoje, no entanto, Moore é lembrado quase sozinho por suas melodias irlandesas (normalmente "O menino menestrel" e "A última rosa do verão") ou, menos generosamente, pelo papel que ele teria desempenhado na perda das memórias de seu amigo Lord Byron.

## Trabalhos

### Prosa
- A Letter to the Roman Catholics of Dublin (1810)
- Memoirs of Captain Rock (1824)
- Memoirs of the Life of Richard Brinsley Sheridan (2 vols) (1825)
- The Epicurean, a Tale (29 June 1827)
- Letters & Journals of Lord Byron, with Notices of his Life (vol. 1) (1830)
- Life and Death of Lord Edward Fitzgerald (1831)
- Travels of an Irish Gentleman in Search of a Religion (2 vols) (1833)
- The History of Ireland (vol. 1) (1835)

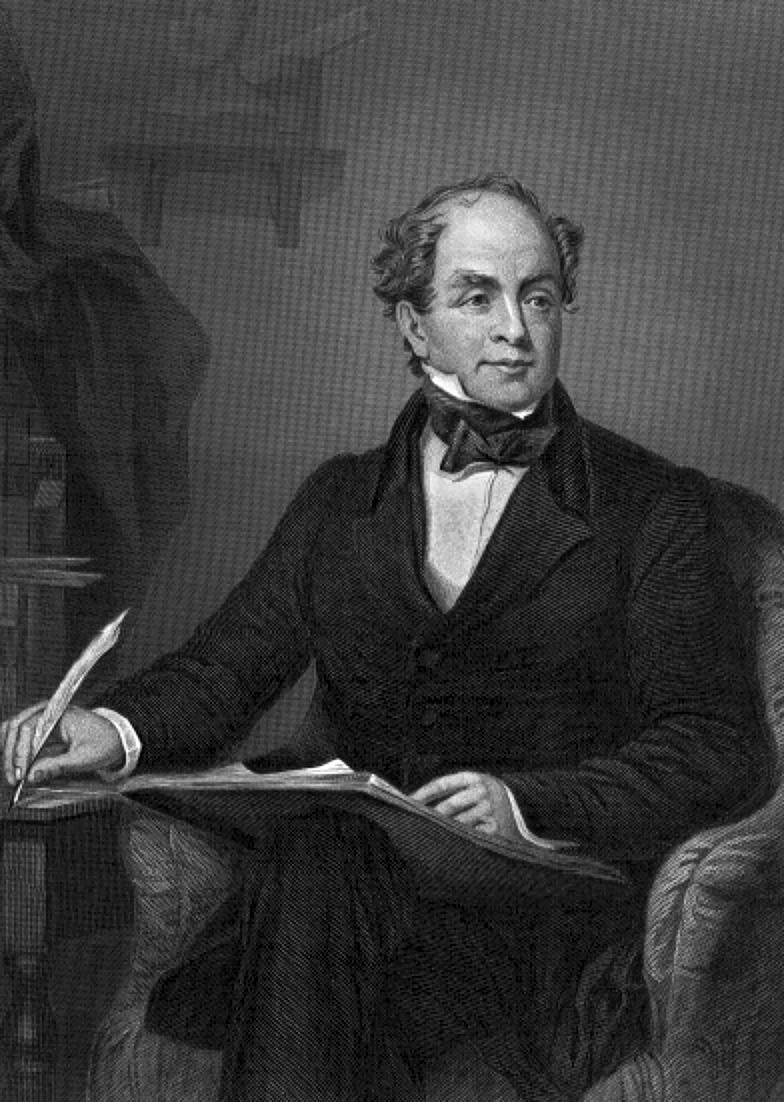

- The History of Ireland (vol. 2) (1837)
- The History of Ireland (vol. 3) (1840)
- The History of Ireland (vol. 4) (1846)

### Letras e versos
- Odes of Anacreon (1800)
- Poetical Works of the Late Thomas Little, Esq. (1801)
- The Gypsy Prince (uma ópera cômica, colaboração com Michael Kelly, 1801)
- Epistles, Odes and Other Poems (1806)
- A Selection of Irish Melodies, 1 and 2 (1808)
- Corruption and Intolerance, Two Poems (1808)
- The Sceptic: A Philosophical Satire (1809)
- A Selection of Irish Melodies, 3 (1810)
- A Melologue upon National Music (1811)
- M.P., or The Blue Stocking, (uma ópera cômica, colaboração com Charles Edward Horn, 1811)
- A Selection of Irish Melodies, 4 (1811)
- Parody of a Celebrated Letter (impressa e distribuída em particular, fevereiro de 1812, Examiner, 8 de março de 1812)
- To a Plumassier (Morning Chronicle, 1812)
- Extracts from the Diary of a Fashionable Politician (Morning Chronicle, 1812)
- The Insurrection of the Papers (Morning Chronicle, 1812)
- Lines on the Death of Mr. P[e]rc[e]v[a]l (1812)
- The Sale of the Tools (Morning Chronicle, 1812)
- Correspondence Between a Lady and a Gentleman (Morning Chronicle, 1813)
- Intercepted Letters, or the Two-Penny Post-Bag (1813)
- Reinforcements for Lord Wellington (Morning Chronicle, 1813)
- A Selection of Irish Melodies, 5 (1813)
- A Collection of the Vocal Music of Thomas Moore (1814)
- A Selection of Irish Melodies, 6 (1815)
- Sacred Songs, 1 (1816)
- Lines on the Death of Sheridan (Morning Chronicle, 1816)
- Lalla Rookh, an Oriental Romance (May 1817)
- National Airs, 1 (1818)
- The Fudge Family in Paris (1818)
- To the Ship in which Lord C[A]ST[LE]R[EA]GH Sailed for the Continent (Morning Chronicle, 1818)
- Lines on the Death of Joseph Atkinson, Esq. of Dublin (1818)
- Go, Brothers in Wisdom (Morning Chronicle, 1818)
- A Selection of Irish Melodies, 7 (1818)
- To Sir Hudson Lowe (Examiner, 1818)
- The Works of Thomas Moore (6 vols) (1819)
- Tom Crib's Memorial to Congress (1819)
- National Airs, 2 (1820)
- Irish Melodies, with a Melologue upon National Music (1820)
- A Selection of Irish Melodies, 8 (1821)
- Irish Melodies (com um apêndice, contendo os anúncios originais e a carta introdutória sobre música, 1821)
- National Airs, 3 (1822)
- National Airs, 4 (1822)
- The Loves of the Angels, a Poem (1822)
- The Loves of the Angels, an Eastern Romance (5th ed. of Loves of the Angels) (1823)
- Fables for the Holy Alliance, Rhymes on the Road, &c. &c. (1823)
- Sacred Songs, 2 (1824)
- A Selection of Irish Melodies, 9 (1824)
- National Airs, 5 (1826)
- Evenings in Greece, 1 (1826)
- A Dream of Turtle (The Times, 1826)
- A Set of Glees (1827)
- National Airs, 6 (1827)
- Odes upon Cash, Corn, Catholics, and other Matters (October 1828)
- Legendary Ballads (1830)
- Letters & Journals of Lord Byron, with Notices of his Life (vol. 2) (1830)
- The Life and Death of Lord Edward FitzGerald (2 vols) (1831)
- The Summer Fête. A Poem with Songs (December 1831)
- Irish Antiquities (The Times, 1832)
- From the Hon. Henry ---, to Lady Emma --- (The Times,1832)
- To Caroline, Viscountess Valletort (The Metropolitan Magazine, 1832)
- Ali's Bride... (The Metropolitan Magazine, August 1832)
- Verses to the Poet Crabbe's Inkstand (The Metropolitan Magazine, 1832)
- Tory Pledges (The Times, 30 August 1832)
- Song to the Departing Spirit of Tithe (The Metropolitan Magazine, 1832)
- The Duke is the Lad (The Times, 1832)
- St. Jerome on Earth, First Visit (The Times, 1832)
- St. Jerome on Earth, Second Visit (The Times, 12 Nov. 1832)
- Evenings in Greece, 2 (1832)
- To the Rev. Charles Overton (The Times, 1833)
- Irish Melodies, 10 (with Supplement) (1834)
- Vocal Miscellany, 1 (1834)
- The Numbering of the Clergy (Examiner, 1834)
- Vocal Miscellany, 2 (1835)
- The Fudge Family in England (1835)
- The poetical works of Thomas Moore, complete in two volumes, Paris, biblioteca europeia de Baudry (rue du Coq, perto do Louvre), 1835
- The Song of the Box (Morning Chronicle, 19 Fev. 1838)
- Sketch of the First Act of a New Romantic Drama (Morning Chronicle, 1838)
- Thoughts on Patrons, Puffs, and Other Matters (Bentley's Miscellany, 1839)
- Alciphron, a Poem (1839)
- The Poetical Works of Thomas Moore, collected by himself (10 vols) (1840–1841)
- Thoughts on Mischief (Morning Chronicle, 1840)
- Religion and Trade (Morning Chronicle, 1840)
- An Account of an Extraordinary Dream (Morning Chronicle, 1840)
- The Retreat of the Scorpion (Morning Chronicle, 1840)
- Musings, suggested by the Late Promotion of Mrs. Nethercoat (Morning Chronicle, 1840)
- The Triumphs of Farce (1840)
- Latest Accounts from Olympus (1840)
- A Threnody on the Approaching Demise of Old Mother Corn-Law (Morning Chronicle, 1842)
- Sayings and Doings of Ancient Nicholas (Morning Chronicle, 1842)
- ''More Sayings and Doings of Ancient Nicholas (Morning Chronicle, 1842)
- Prose and verse, humorous, satirical and sentimental, by Thomas Moore, with suppressed passages from the memoirs of Lord Byron, chiefly from the author's manuscript and all hitherto inedited and uncollected. With notes and introduction by Richard Herne Shepherd (London: Chatto & Windus, Piccadilly, 1878).